# گلدن پرینسس
گلدن پرینسس (به انگلیسی: Golden Princess) یک کشتی است که طول آن ۹۵۱ فوت (۲۹۰ متر) می‌باشد. این کشتی در سال ۲۰۰۱ ساخته شد.